# 目競

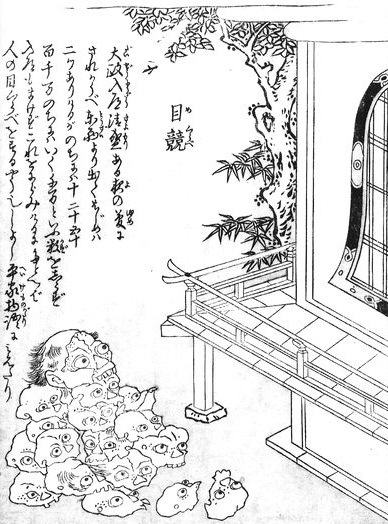
鳥山石燕『今昔百鬼拾遺』「目競」

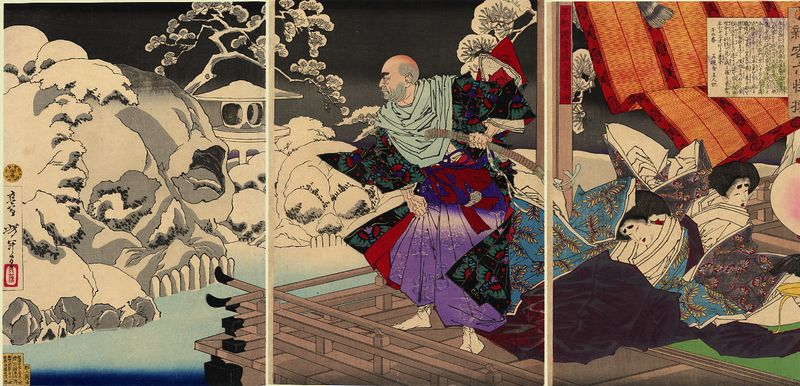
月岡芳年『新容六怪撰 平相國清盛入道淨海』

目競（めくらべ）是鳥山石燕的妖怪畫集『今昔百鬼拾遺』中的日本妖怪。在『平家物語』的『物怪之沙汰』中，描繪武將・平清盛遭遇的妖怪。

## 概要
福原京（現・神戶市兵庫區）的某朝，清盛從帳台往中庭看去之時，有無數的死人骷髏在到處滾動。清盛雖大聲呼喚，但無人來。不久，無數的骷髏融合為一體，形成了一個14～15丈（約42～45公尺）的巨大骷髏，如同有生命一般，用無數眼睛瞪著他。清盛下定決心，回瞪骷髏的眼睛。然後，大骷髏彷彿在日光下融化了一樣，消失的無影無踪。
『平家物語』原典中並無「目競」之名，而是鳥山石燕在自著中的命名。巖谷小波則在說話大百科事典『大語園』中題為「髑髏之怪」。又，也有一說，在江戶時代，由於清盛和妖怪互瞪的逸話，兩人互瞪同時做鬼臉的遊戲被稱作「目競」。

## 脚注
1. 1 2  村上健司編著. . 毎日新聞社. 2000: 327. ISBN 978-4-620-31428-0.
2. ↑  . 義経デジタル文庫.   [2009-02-10]. （原始内容存档于2023-04-08）.
3. ↑  巖谷小波 (编).  第7巻. 名著普及会. 1978: 65–66.
4. ↑  京極夏彦; 多田克己編著. . 國書刊行會. 2008: 285. ISBN 978-4-3360-5055-7.

## 關連項目
- 雪見御所